# Tuiharpalus crosbyi
Tuiharpalus crosbyi – gatunek chrząszcza z rodziny biegaczowatych i podrodziny Harpalinae.

## Taksonomia
Gatunek opisali w 2005 roku André Larochelle oraz Marie-Claude Larvière. Holotypem jest samiec, a paratypami 3 samce. Nazwa została nadana na cześć Trevora K. Crosby'ego.

## Opis
Ciało długości od 10,5 do 11 mm, nieco wypukłe, czarne z krawędziami pezedplecza, labrum, czułkami, stopami i głaszczkami rudymi, umiarkowanie błyszczące bez metalicznego połysku. Mikrorzeźba głowy izodiametryczna, przedplecza umiarkowanie poprzeczna, a pokryw silnie poprzeczna. Głowa na wysokości oczu węższa od szerokości wierzchołka przedplecza, z przodu płaska, a z tyłu nieco wypukła. Przyjęzyczki długości języczka. Głaszczki wierzchołkowo szeroko ścięte, rzadko i umiarkowanie długo owłosione. Przedostatni człon głaszczków wargowych o 4-5 długich i co najmniej 1 krótkiej szczecince na przednim brzegu. Przedplecze umiarkowanie poprzeczne, najszersze przed środkiem, o umiarkowanie zafalowanych bokach silnie zbiegających się ku obrzeżonej, węższej niż pokrywy nasadzie. Wierzchołek przedplecza wklęśnięty. Przednie kąty prawie tępo zaokrąglone, a tylne prawie wielokątne. Dołki przypodstawowe głębokie i szerokie. Punktowanie przedplecza obecne, szeroko rozprzestrzenione. Episternity zatułowia szersze niż długie. Pokrywy najszersze około połowy długości, o ramionach kanciastych z ząbkiem, przedwierzchołkowym zafalowaniu raczej silnym, rządkach przytarczkowych nieobecnych, międzyrzędach rzadko punktowanych i nieco wypukłych, a międzyrzędach 3 i 5 z rzędami uszczecinionych punktów. Edeagus w widoku bocznym silnie łukowaty, o wierzchołku szeroko trójkątnym, a w widoku grzbietowym asymetryczny o ostium odgiętym w prawo, z dyskiem wierzchołkowym szeroko trójkątnym, a wewnętrzną torebką nieuzbrojoną.

## Biologia i ekologia
Zamieszkuje rejony nizinne. Występuje w wilgotnych lasach. Prowadzi nocny tryb życia. Za dnia kryje się kamieniami.

## Występowanie
Gatunek ten jest endemitem nowozelandzkich Wysp Trzech Króli, znanym wyłącznie z Great Island.